# اورازایوو
اورازایوو (به لاتین: Urazayevo) یک منطقهٔ مسکونی در روسیه است که در باشقیرستان واقع شده‌است.